# 44 Nysa
Nysa (định danh hành tinh vi hình: 44 Nysa) là một tiểu hành tinh vòng trong lớn và rất sáng. Nysa là thành viên lớn nhất của nhóm tiểu hành tinh Nysa. Nysa được là một trong những tiểu hành tinh kiểu E và có lẽ là tiểu hành tinh lớn nhất thuộc nhóm này (mặc dù 55 Pandora chỉ nhỏ hơn một chút).

## Khám phá
Vật thể này được khám phá bởi Hermann Goldschmidt vào ngày 27 tháng 5 năm 1857 và được đặt theo tên của vùng đất thần thoại Nysa trong thần thoại Hy Lạp.

## Đặc điểm vật lý
Năm 2002, Kaasalainen và các cộng sự đã sử dụng 63 vân ánh sáng từ Danh mục trắc quang tiểu hành tinh Uppsala (UAPC) để xây dựng mô hình cho 44 Nysa. Mô hình hình dạng có dạng hình nón, được họ hiểu là tiểu hành tinh này thực sự có thể là một hệ tiểu hành tinh đôi tiếp xúc. 
Năm 2003, Tanga và các cộng sự đã công bố kết quả thu được từ Cảm biến Hướng dẫn Tinh vi trên Kính viễn vọng Không gian Hubble và đã có được phép đo giao thoa có độ chính xác cao được thực hiện nhằm xác định hình dạng chính xác của Nysa. Do quỹ đạo của Hubble quanh Trái đất, các phiên đo quang kéo dài hàng giờ như thường được sử dụng để xác định hình dạng của tiểu hành tinh đã không thể thực hiện được. Thay vào đó, nhóm nghiên cứu đã sử dụng phương pháp đo giao thoa trên tiểu hành tinh vào thời điểm nó quay khi trục dài nhất của nó vuông góc với Trái đất. Các mô hình hình elip sau đó phù hợp với dữ liệu kết quả để ước tính về hình dạng của tiểu hành tinh. Cả hai mô hình elip đơn và đôi đều phù hợp với dữ liệu và cả hai đều cung khả năng phù hợp xấp xỉ nhau; khiến nhóm nghiên cứu không thể phân biệt được hình dạng của Nysa là một vật thể kéo dài đuy nhất hay như giả thuyết tiểu hành tinh đôi tiếp xúc do Kaasalainen và cộng sự đưa ra.Một quan sát về sự che khuất thiên thể của 44 Nysa thuộc TYC 6273-01033-1 từ một nhà thiên văn nghiệp dư người Hà Lan Harrie Rutten cho thấy sự xuất hiện hai pha trở lại vào ngày 20 tháng 3 năm 2012. Điều này xác nhận hình dạng hình nón hoặc hệ tiểu hành tinh đôi tiếp xúc của Nysa. 
Vào tháng 12 năm 2006, Shepard và các cộng sự đã thực hiện quan sát Nysa trên radar trong ba ngày bằng đài thiên văn Arecibo.Người ta tìm thấy tiểu hành tinh có giá trị phân cực radar cao (μc) là 0,50 ± 0,2, độ phân cực radar là 0,19 ± 0,06 và ảnh hưởng trực quan (pv) là 0,44 ± 0,10.  Các phép đo albedo dựa trên một mô hình hình dạng được thực hiện tại Arecibo. Mô hình hình dạng vừa vặn nhất do nhóm Arecibo đo có các thông số a / b = 1,7 ± 0,1, a / c = 1,6–1,9, với trục a là 113 ± 10 km; điều này cho kết quả đường kính trung bình là 79 ± 10 km, phù hợp với nghiên cứu HST của Tanga và các cộng sự. Vào năm 2003,  dữ liệu thu thập được cũng cho thấy các dấu hiệu về sự hấp thụ đáng kể trong cấu trúc của Nysa, nhưng sự sụt giảm trong các đường cong radar không đủ rõ ràng để chỉ ra sự phân đôi, đặt ra câu hỏi liệu Nysa có thực sự là một hệ tiểu hành tinh đôi tiếp xúc hay không. 
Cho đến nay, Nysa đã được báo cáo là đã che khuất một ngôi sao ba lần.

## Nghiên cứu
44 Nysa đang trong một nghiên cứu về các tiểu hành tinh sử dụng Hubble FGS.  Các tiểu hành tinh được nghiên cứu bao gồm 63 Ausonia, 15 Eunomia, 43 Ariadne, 44 Nysa, và 624 Hektor. 